# Necropoli di Calancoi
La necropoli di Calancoi è un sito archeologico situato nella Sardegna nord occidentale a circa due chilometri dalla città di Sassari di cui fa amministrativamente parte. Il complesso è situato a qualche centinaio di metri dalla SS 127 nel tratto che collega Sassari ad Osilo, all'altezza della prima diga del Bunnari.

## Descrizione
La necropoli è formata da sette tombe del tipo a domus de janas distribuite su un fronte di circa 220 m e ricavate su un costone calcareo che domina la vallata sottostante.
Le tombe, tutte pluricellulari, sono composte da un numero di celle comunicanti variabile da tre a otto. Tre di esse rivestono una particolare importanza per quanto riguarda l'aspetto legato al rituale funerario: al loro interno sono infatti presenti coppelle e focolari oltre ad elementi architettonici quali false porte, architravi e lesene, scolpiti a bassorilievo nella roccia e tendenti a ricreare un ambiente dall'aspetto simile al luogo in cui il defunto aveva trascorso la sua esistenza.
Due coppie di protomi bovine, in stile curvilineo-naturalistico sono apprezzabili nelle tombe IV e VI.
Sulla base delle caratteristiche architettoniche e decorative è possibile collocare cronologicamente il sito nella cultura di Ozieri del Neolitico finale (3500-2900 a.C.).